# Хайдар (Казахстан)
Хайдар (каз. Хайдар) — село у складі Мактааральського району Туркестанської області Казахстану. Входить до складу Достицького сільського округу.
До 2000 року село називалось Красний Луч, до 2003 року — Бостандик.
Населення — 2097 осіб (2021; 2615 у 2009, 2313 у 1999, 1154 у 1989).